# 南山2号隧道
南山2号隧道（朝鲜语：남산2호터널；）是位于韩国首尔绿沙坪大路58道上的一座公路隧道，位于南山之下。隧道两端与位于中区的奖忠坛路和龙山区的绿沙坪大路和相连。同时也是南山的3个隧道中唯一拥有单洞双向车道且免费通行的隧道。

## 历史
- 1971年12月15日：隧道通车，同时开始征收通行费。
- 1975年5月1日：通行费上调[1]。
- 1976年7月16日：通行费上调[2]，后取消收费。

## 其他
隧道南出口的位置自北向南方向会下穿绿沙坪大路，以避免和绿沙坪大路由南向北车流发生对冲。此外该隧道亦是南山的3个隧道中最为拥堵的隧道。